# 朱友謙
朱友謙（9世纪—926年3月9日），五代十国後梁皇族，初代太祖皇帝朱全忠义子，本名朱簡。後又成為後唐莊宗李存勗义子，賜名李繼麟，後受莊宗猜忌，被滅族，改其名為朱友謙。

## 簡介
本为保义军节度使王珙帐下都将，899年，王珙被都将李璠杀死，后李璠也被变军杀死，朱简控制了保义军。朱全忠赏识他的才能，收为义子，後封冀王。出任河中（山西省永济市）護国節度使。朱友殺父后，身感危险的朱友謙归顺晋王李存勗。
庄宗李存勗赏识他的才能，收他为义子，改名李繼麟，为河中节度使、尚书令。孔謙向李存勗进讒言，郭崇韬被冤杀后，伶人景进又称李继麟和郭崇韬勾结谋反，郭崇韬死后又勾结郭崇韬女婿皇弟睦王李存乂，宦官都劝庄宗除掉李继麟。
于是庄宗決定殺死李继麟，先調任为义成节度使，当夜就派蕃汉马步使朱守殷发兵围李繼麟家，将李继麟驱出徽安门外，杀死，復姓名为朱友谦。庄宗又诏令长子魏王李继岌和郑州刺史王思同分别在遂州和许州杀李继麟二子武信节度使李令德和忠武节度使李令锡，派河阳节度使李绍奇在河中杀李继麟一家。李继麟妻张氏率族人百余口受刑，刻意向李绍奇出示免死的铁券说：“这是皇帝去年所赐，我是妇人，不识字，不知说的是什么。”李绍奇受到諷刺，也感到惭愧。
李继麟旧将史武、薛敬容、周唐殷、杨师太、王景、来仁、白奉国当时都是刺史，也因此遭到族诛。朱友谦另一子朱建徽时任澶州刺史，庄宗密诏史彦琼杀之，史彦琼前往时没有对任何人说明去意，结果引发了軍隊的恐慌，间接造成了后来的邺都之变等一系列兵变，最终导致庄宗覆亡。
李继麟有女封楚国夫人，嫁李从曮。

## 相关传记
- 《旧五代史》卷六十三（唐书）·列传十五
- 《新五代史》梁书卷四十五 列传三十三
- 《资治通鉴》卷二百七十四